# 鮑勃·巴雷特
鮑勃·巴雷特（Bob Barrett，1966年3月31日—）是英國的一位演員。他最著名的作品是在BBC醫療電視劇霍爾比市中飾演Dr. Sacha Levy角色

## 外部連結
- 鮑勃·巴雷特在互联网电影资料库（IMDb）上的資料（英文）